# Jaworowa Łąka
Jaworowa Łąka – górska łąka w Sudetach Zachodnich, w Karkonoszach.
Niewielka górska łąka położona na wysokości 1130–1150 m n.p.m. w południowo-zachodniej Polsce, w Sudetach Zachodnich, w zachodniej części pasma Karkonoszy, na terenie Karkonoskiego Parku Narodowego, na północ od Czarnej Przełęczy na dnie Czarnego Kotła Jagniątkowskiego.
Jaworowa Łąka zajmuje fragment płaskiego dna kotła polodowcowego, pomiędzy drugą a trzecią moreną. Na spłaszczeniu Jaworowej Łąki znajduje się niewielkie torfowisko z roślinnością torfotwórczą. Łąkę porasta bogata roślinność łąkowa i górska z obficie występującą arniką górską. Kocioł, w którym położona jest łąka stanowi ścisły rezerwat, w którym chronione są formy skalne oraz bogata roślinność łąkowa i naskalna.
Nazwa łąki pochodzi od rosnącego w tym miejscu starego okazu klona jawora. Z łąki wypływa górski potok Wrzosówka.